# Butna kila
Butna (bedrena) kila ili femoralna hernija (лат. hernia femoralis) je protruzija sadržaja trbušne šupljine kroz femoralni kanal. Nalazi se ispod ingvinalnog ligamenta u blizini femoralnih krvnih sudova i živaca. Ređe se javlja od preponske kile, a češća je kod žena nego kod muškaraca. Ponekad se može zameni sa preponskom kilom, što može biti uzrok neuspešnog operativnog tretmana jer je samo napravljena plastiku zadnjeg zida preponskog kanala.
Butna kila se klinički manifestuje kao izbočenje u preponi, ali ispod ingvinalnog ligamenta, a lateralno od nje pipa se puls arterije femoralis. Kila je obično mala jer ima uzak vrat, što je čini vrlo podložnom hernijaciji i vrlo teškoj repoziciji, jer joj je sadržaj često prirastao za kilnu kesu (лат. hernia accreta). Važno je naglasiti da se gotovo 40% butnih kila prvi put manifestuje kao hitno stanje zbog inkarceracije (uklještenja) ili strangulacije (uvrtanja).

## Anatomija
Za razumevanje butne kile neophodno je poznavanje anatomskog opisa femoralnog trougla (лат. trigonum femorale) i femoralnog prstena, koji je smešten na prednjoj strani butine (bedra) i kroz koji se odvija proces hernijacije. 
Femoralni trougao
- Osnovica trugla je preponska veza, odnosno njegovu laterarnu stranu čini medijalni rub mišića лат. m. sartorius, a medijalnu stranu medijani rub mišića лат. .
- Vrh trougla odgovara ulasku u aduktorni kanal.
- Krov trougla čini fascia lata.
- Dno trougla, koji se pruža od medijalno prema lateralno čine, лат. .

Ispod preponske veze ponire izdanak ilijačne fascije (лат. arcus iliopectineus), koji prostor ispod preponske veze razdvaja na dve šupljine – vaskularnu i mišićnu (лат. lacuna vasorum et musculorum). Kroz mišićnu šupljinu prolazi лат. m. iliopsoas i лат. nervus femoralis, dok je glavna odrednica vaskularne šupljine femoralni kanal (лат. canalis femoralis) u kojem se nalaze butna arterija i vena (лат. a. et v. femoralis) okružene izdancima fascija, koje oblažu unutarnji stranu prednjeg trbušnog zida (лат. fascia transverzalis et fascia iliaca). U kanalu se još nalaze i limfni sudovi, katkada i limfni čvor, vezivo i mast. 
Femoralni prsten
Kanal je najširi na svom abdominalnom otvoru koji se naziva femoralni prsten (лат. anulus femoralis), a distalno se pruža do proksimalnog kraja safenskog otvora. Anulus femoralis omeđen je sa četiri strane:
- lateralno je vezivna opna oko femoralne vene,
- medijalno лат. lig. lacunare,
- pozadi лат.  i
- napred лат. .

Prsten zatvara vezivna opna (лат. septum femorale), kroz koju prolaze limfni sudovi.

## Epidemiologija
Butna kila je po učestalosti odmah nakon ingvinalne, a statistički podaci pokazuju da butna kila čini 3% od ukupnog broja kila svih loikalizacija, 
Mnogo je češća kod žena nego muškaraca, naročito u starijoj životnoj dobi. Oko 75% svih hernija koje se javljaju kod žena su butne, a oko 1% prisutan je kod ženske dece. Češće se butne kile javljaju kod odraslih osoba nego kod dece.

## Etiopatogeneza
Uzrok butne kile, je predisponirano, postojanje anatomski slaba tačke u području kroz koje prolaze glavni krvni sudovi živci za nogu (butna ili femoralna arterija (лат. arteria femoralis) i vena (lat. лат. vena femoralis) i butni živac (лат. nervus femoralis). Uodređenim uslovma kao što su * prekomerna telesna težina, 
- podizanje tereta,
- naprezanje prilikom kašljanja, kijanja i pražnjenja creva i
- genetska predispozicija,

vrlo lao se nadovezuju na slabost odredjenih struktura trbušnog zida, kao što je to femoralni preste.
Iako butna kila najčešće nastaju kroz лат. lacunu vasorum medijalnije od femoralnih krvnih sudova u femoralnom kanalu, do hernijacije može doći i kroz лат. lacunu musculorum.
Sadržaj kilne kese može biti tanko ili debelo crevo, trbušna maramica ili čak i crvuljak (лат. appendix vermiformis). 
Bol je čest simptom mada nije naglašen osim kada dođe do ukliještenja. Pojava bola je indikacija za hitnu operaciju koja nosi veći operativni rizik od elektivne operacije (pravovremeno planirana operacija sa pripremom bolesnika)

## Klinička slika
Klinički, butna kila se manifestuje kao izbočenje u preponi, ali ispod ingvinalnog ligamenta, a lateralno od nje pipa se puls arterije femoralis. Kila je obično mala jer ima uzak vrat, što je čini vrlo podložnom hernijaciji i ponekad je teško reponirati, jer joj je sadržaj često prirastao za kilnu kesu (лат. hernia accreta). 

## Komplikacije
Ukoliko se sadržaj kilne kese ne može reponirati ugroženo je snabdijevanje krvlju uklještenih crevašto može rezultovati gangrenom ceva. Također može doći i do zastoja rada creva izazvan spoljašnjom kompresijom kilnog prstena i pojave ileusa (zavezanih creva). Ovo je češći slučaj nego kod preponske kile.
Iako su rezultati operacije kile vrlo dobri, a stopa recidiva je ređa nego kod operacija ingvinalnih kila, kao moguće koplikacije femoralne hernioplastike mogu se javiti:
- sužavanje lumena kroz koji prolaze krvni sudovi.
- neprepoznato krvarenje, koje se neretko javlja kod operacije bedrene kile ukoliko anatomski odnosi nisu jasno definiriani.
- oštećenje obturatorne arterije (koje može biti latentno), prilikom izvođenja rekonstrukcije zadnjeg zida (transverzalne fascije), kada se može naići na aberantnu komunikaciju a. obturatoriae i epigastricae interne, koja izgledom podsećaju na krug (koji se zbog ove komplikacije naziva venac smrtu (corona mortis).[5][6]

## Prognoza
Prognoza je dobra, ali su mogući retki recidivi (povratak oboljenja) butne kile ako se ugradi mrežica. Često se javljaju u slučaju takozvane previđene kile kada hirurg previdi postojanje butne kile misleći da se radi samo o preponskoj kili.

## Literatura
- Doherty GM, Way LW, editors. Current Surgical Diagnosis & Treatment. 12th Edition. New York: Mcgraw-Hill; 2006.

## Spoljašnje veze
- Dečja hirurgija Архивирано на веб-сајту  (9. мај 2021)

|  | Molimo Vas, obratite pažnju na važno upozorenje u vezi sa temama iz oblasti medicine (zdravlja). |